# دروازه شرطی
| ورودی A B | ورودی A B | خروجی A→B |
| ۰         | ۰         | ۱         |
| ۰         | ۱         | ۱         |
| ۱         | ۰         | ۰         |
| ۱         | ۱         | ۱         |

دروازهٔ شرطی (به انگلیسی: IMPLY gate) یکی از دروازه‌های منطقی ترکیبی است که شرط اگر p آنگاه q یا شرطی منطقی را پیاده‌سازی می‌کند

## پیاده‌سازی
این دروازه را می‌توان با دو عدد ممریستور (memristor) پیاده‌سازی کرد